# Oscil·lació de Rabi al buit
Una oscil·lació Rabi al buit és una oscil·lació amortida d'un àtom inicialment excitat acoblat a un ressonador o cavitat electromagnètica en la qual l'àtom emet alternativament fotó (s) en una cavitat electromagnètica monomode i els reabsorbeix. L'àtom interacciona amb un camp monomode confinat a un volum limitat V en una cavitat òptica. L'emissió espontània és una conseqüència de l'acoblament entre l'àtom i les fluctuacions del buit del camp de la cavitat.

Gràfic de l'evolució del component z del vector de Bloch d'un àtom de dos nivells acoblat al camp electromagnètic sotmès a oscil·lacions de Rabi esmorteïdes. La gràfica superior mostra la trajectòria quàntica de l'àtom per a les mesures de recompte de fotons realitzades al camp electromagnètic, la gràfica del mig mostra el mateix per a la detecció d'homodina i la gràfica inferior compara les dues opcions de mesura anteriors (cadascuna amb una mitjana de 32 trajectòries) amb l'evolució incondicionada donada per l'equació mestra.

## Tractament matemàtic
Una descripció matemàtica de l'oscil·lació Rabi al buit comença amb el model de Jaynes-Cummings, que descriu la interacció entre un sol mode d'un camp quantificat i un sistema de dos nivells dins d'una cavitat òptica. L'hammiltonià per a aquest model en l'aproximació d'ona rotatòria és
{\displaystyle {\hat {H}}_{\text{JC}}=\hbar \omega {\hat {a}}^{\dagger }{\hat {a}}+\hbar \omega _{0}{\frac {{\hat {\sigma }}_{z}}{2}}+\hbar g\left({\hat {a}}{\hat {\sigma }}_{+}+{\hat {a}}^{\dagger }{\hat {\sigma }}_{-}\right)}
on {\displaystyle {\hat {\sigma _{z}}}} és l'operador d'espín z de Pauli per als dos estats propis {\displaystyle |e\rangle } i {\displaystyle |g\rangle } del sistema aïllat de dos nivells separats en energia per {\displaystyle \hbar \omega _{0}} ; {\displaystyle {\hat {\sigma }}_{+}=|e\rangle \langle g|} i {\displaystyle {\hat {\sigma }}_{-}=|g\rangle \langle e|} són els operadors de pujada i baixada del sistema de dos nivells; {\displaystyle {\hat {a}}^{\dagger }} i {\displaystyle {\hat {a}}} són els operadors de creació i aniquilació de fotons d'energia {\displaystyle \hbar \omega } en el mode de cavitat; i
{\displaystyle g={\frac {\mathbf {d} \cdot {\hat {\mathcal {E}}}}{\hbar }}{\sqrt {\frac {\hbar \omega }{2\epsilon _{0}V}}}}
és la força de l'acoblament entre el moment dipolar {\displaystyle \mathbf {d} } del sistema de dos nivells i el mode de cavitat amb volum {\displaystyle V} i el camp elèctric polaritzat al llarg {\displaystyle {\hat {\mathcal {E}}}}. Els valors propis i els estats propis d'energia d'aquest model són
{\displaystyle E_{\pm }(n)=\hbar \omega \left(n+{\frac {1}{2}}\right)\pm {\frac {\hbar }{2}}{\sqrt {4g^{2}(n+1)+\delta ^{2}}}=\hbar \omega _{n}^{\pm }}
{\displaystyle |n,+\rangle =\cos \left(\theta _{n}\right)|g,n+1\rangle +\sin \left(\theta _{n}\right)|e,n\rangle }
{\displaystyle |n,-\rangle =\sin \left(\theta _{n}\right)|g,n+1\rangle -\cos \left(\theta _{n}\right)|e,n\rangle }
on {\displaystyle \delta =\omega _{0}-\omega } és la desafinació i l'angle {\displaystyle \theta _{n}} es defineix com
{\displaystyle \theta _{n}=\tan ^{-1}\left({\frac {g{\sqrt {n+1}}}{\delta }}\right).}
Donats els estats propis del sistema, l'operador d'evolució temporal es pot escriure en la forma
{\displaystyle {\begin{aligned}e^{-i{\hat {H}}_{\text{JC}}t/\hbar }&=\sum _{|n,\pm \rangle }\sum _{|n',\pm \rangle }|n,\pm \rangle \langle n,\pm |e^{-i{\hat {H}}_{\text{JC}}t/\hbar }|n',\pm \rangle \langle n',\pm |\\&=~e^{i(\omega -{\frac {\omega _{0}}{2}})t}|g,0\rangle \langle g,0|\\&~~~+\sum _{n=0}^{\infty }{e^{-i\omega _{n}^{+}t}(\cos {\theta _{n}}|g,n+1\rangle +\sin {\theta _{n}}|e,n\rangle )(\cos {\theta _{n}}\langle g,n+1|+\sin {\theta _{n}}\langle e,n|)}\\&~~~+\sum _{n=0}^{\infty }{e^{-i\omega _{n}^{-}t}(-\sin {\theta _{n}}|g,n+1\rangle +\cos {\theta _{n}}|e,n\rangle )(-\sin {\theta _{n}}\langle g,n+1|+\cos {\theta _{n}}\langle e,n|)}\\\end{aligned}}.}
Si el sistema comença a l'estat {\displaystyle |g,n+1\rangle }, on l'àtom es troba en l'estat fonamental del sistema de dos nivells i n'hi ha {\displaystyle n+1} fotons en el mode de cavitat, l'aplicació de l'operador d'evolució temporal produeix
{\displaystyle {\begin{aligned}e^{-i{\hat {H}}_{\text{JC}}t/\hbar }|g,n+1\rangle &=(e^{-i\omega _{n}^{+}t}(\cos ^{2}{(\theta _{n})}|g,n+1\rangle +\sin {\theta _{n}}\cos {\theta _{n}}|e,n\rangle )+e^{-i\omega _{n}^{-}t}(-\sin ^{2}{(\theta _{n})}|g,n+1\rangle -\sin {\theta _{n}}\cos {\theta _{n}}|e,n\rangle )\\&=(e^{-i\omega _{n}^{+}t}+e^{-i\omega _{n}^{-}t})\cos {(2\theta _{n})}|g,n+1\rangle +(e^{-i\omega _{n}^{+}t}-e^{-i\omega _{n}^{-}t})\sin {(2\theta _{n})}|e,n\rangle \\&=e^{-i\omega _{c}(n+{\frac {1}{2}})}{\Biggr [}\cos {{\biggr (}{\frac {t}{2}}{\sqrt {4g^{2}(n+1)+\delta ^{2}}}{\biggr )}}{\biggr [}{\frac {\delta ^{2}-4g^{2}(n+1)}{\delta ^{2}+4g^{2}(n+1)}}{\biggr ]}|g,n+1\rangle +\sin {{\biggr (}{\frac {t}{2}}{\sqrt {4g^{2}(n+1)+\delta ^{2}}}{\biggr )}}{\biggr [}{\frac {8\delta ^{2}g^{2}(n+1)}{\delta ^{2}+4g^{2}(n+1)}}{\biggr ]}|e,n\rangle {\Biggr ]}\end{aligned}}.}
La probabilitat que el sistema de dos nivells estigui en estat excitat {\displaystyle |e,n\rangle } en funció del temps {\displaystyle t} és aleshores
{\displaystyle {\begin{aligned}P_{e}(t)&=|\langle e,n|e^{-i{\hat {H}}_{\text{JC}}t/\hbar }|g,n+1\rangle |^{2}\\&=\sin ^{2}{{\biggr (}{\frac {t}{2}}{\sqrt {4g^{2}(n+1)+\delta ^{2}}}{\biggr )}}{\biggr [}{\frac {8\delta ^{2}g^{2}(n+1)}{\delta ^{2}+4g^{2}(n+1)}}{\biggr ]}\\&={\frac {4g^{2}(n+1)}{\Omega _{n}^{2}}}\sin ^{2}{{\bigr (}{\frac {\Omega _{n}t}{2}}{\bigr )}}\end{aligned}}}
on {\displaystyle \Omega _{n}={\sqrt {4g^{2}(n+1)+\delta ^{2}}}} s'identifica com la freqüència de Rabi. Per al cas que no hi hagi camp elèctric a la cavitat, és a dir, el nombre de fotons {\displaystyle n} és zero, la freqüència de Rabi esdevé {\displaystyle \Omega _{0}={\sqrt {4g^{2}+\delta ^{2}}}}. Aleshores, la probabilitat que el sistema de dos nivells passi del seu estat fonamental al seu estat excitat en funció del temps {\displaystyle t} és
{\displaystyle P_{e}(t)={\frac {4g^{2}}{\Omega _{0}^{2}}}\sin ^{2}{{\bigr (}{\frac {\Omega _{0}t}{2}}{\bigr )}.}}
Per a una cavitat que admet un únic mode perfectament ressonant amb la diferència d'energia entre els dos nivells d'energia, la desintonització {\displaystyle \delta } desapareix, i {\displaystyle P_{e}(t)} es converteix en una sinusoide al quadrat amb unitat d'amplitud i període {\displaystyle {\frac {2\pi }{g}}.}